# Гроттоле
Гроттоле, Ґроттоле (італ. Grottole) — муніципалітет в Італії, у регіоні Базиліката, провінція Матера.
Гроттоле розташоване на відстані близько 360 км на південний схід від Рима, 50 км на схід від Потенци, 20 км на захід від Матери.
Населення — 2228 осіб (2014).
Щорічний фестиваль відбувається 16 серпня. Покровитель — святий Рох.

## Демографія
Населення за роками:

Станом на 1 січня 2023 року в муніципалітеті офіційно проживало 55 іноземців з 16 країн, серед них 15 громадян країн Євросоюзу.

## Клімат
| MATERA           | Місяці | Місяці | Місяці | Місяці | Місяці | Місяці | Місяці | Місяці | Місяці | Місяці | Місяці | Місяці | Пора | Пора | Пора | Пора | Рік  |
| MATERA           | Січ    | Лют    | Бер    | Кві    | Тра    | Чер    | Лип    | Сер    | Вер    | Жов    | Лис    | Гру    | Зим  | Вес  | Літ  | Осі  | Рік  |
| ---------------- | ------ | ------ | ------ | ------ | ------ | ------ | ------ | ------ | ------ | ------ | ------ | ------ | ---- | ---- | ---- | ---- | ---- |
| Темп. макс. (°C) | 9.1    | 10.2   | 12.8   | 17.1   | 21.9   | 27.2   | 30.5   | 31.3   | 26.7   | 20.3   | 15.1   | 11.6   | 10.3 | 17.3 | 29.7 | 20.7 | 19.5 |
| Темп. мін. (°C)  | 2.9    | 2.9    | 5.1    | 8.0    | 11.7   | 15.8   | 18.4   | 19.0   | 16.0   | 11.7   | 8.3    | 5.2    | 3.7  | 8.3  | 17.7 | 12   | 10.4 |

## Сусідні муніципалітети
- Феррандіна
- Грассано
- Гравіна-ін-Пулья
- Ірсіна
- Матера
- Мільйоніко
- Саландра
- Трикарико